# Иваница
Иваница је насељено мјесто у Босни и Херцеговини, у општини Равно, које административно припада Федерацији Босне и Херцеговине. Према попису становништва из 2013. у насељу је живјело 139 становника.

## Географија
Од Требиња је удаљена 20, а од Дубровника је удаљена 8 километара.

## Становништво
| Националност       | 2013. | 1991. | 1981. | 1971. | 1961. |
| Срби               | 99    | 147   |       |       |       |
| Хрвати             | 33    | 13    |       |       |       |
| Муслимани          | 7     | 3     |       |       |       |
| остали и непознато | 0     | 3     |       |       |       |
| Укупно             | 139   | 166   | '     | '     | '     |

| Демографија | Демографија | Демографија |
| Година      | Становника  | Становника  |
| ----------- | ----------- | ----------- |
| 1991.       | 166         |             |
| 2013.       | 139         |             |